# Ламутская (река, впадает в Красное)
Ламу́тская (в верховье — Левая Ламутская) — река в России, протекающая по Анадырскому району Чукотского автономного округа, впадает в озеро Красное. Длина реки — 125 км, площадь водосборного бассейна — 3270 км².
Река начинается в горах Пырканай на Майнском плоскогорье, на высоте более 434 м над уровнем моря. В верховьях течёт под названием Левая Ламутская в узкой горной долине на север. В среднем течении, после впадения реки Чепыльвеем, устремляется на северо-восток, река приобретает равнинных характер, русло расширяется до 35 м. Поселения на берегах отсутствуют. В нижнем течении часто разделяется на рукава, появляются осерёдки. Впадает в озеро Красное в 4 км к северо-западу от устья реки Берёзовой. Ширина в низовьях до 235 м при глубине 2 м; скорость течения перед устьем составляет 0,4 м/с.

## Основные притоки
Указаны поименованные притоки длиной 30 км и более.
| Название   | Расстояние от устья | Длина | Положение |
| ---------- | ------------------- | ----- | --------- |
| Ольховая   | 15                  | 63    | правый    |
| Мэйчен     | 16                  | 79    | левый     |
| Чепыльвеем | 63                  | 48    | левый     |

## Данные водного реестра
По данным государственного водного реестра России и геоинформационной системы водохозяйственного районирования территории РФ, подготовленной Федеральным агентством водных ресурсов:
- Бассейновый округ — Анадыро-Колымский
- Речной бассейн — Анадырь
- Речной подбассейн — нет
- Водохозяйственный участок — Анадырь от впадения реки Майн до устья
- Код водного объекта — 19050000212119000123692